# Opera del Duomo
Opera del Duomo (literalment 'obra de la catedral') o fabbriceria són els noms donats, a Itàlia, a la institució laica encarregada de la conservació i manteniment dels béns de llocs sagrats tals com esglésies.

## Principalsopereifabbriched'Itàlia
- Fàbrica de Sant Pere, gestionària de la basílica de Sant Pere del Vaticà
- Fabbriceria del Duomo di Pavia
- Fabbriceria del Duomo di Pienza
- Fabbriceria del Duomo di Volterra
- Fabbriceria del Sacro Monte di Orta
- Fabbriceria del Sacro Monte di Varallo
- Fabbriceria del Tempio della Beata Vergine della Ghiara Reggio de l'Emília
- Fabbriceria della basílica de Sant Petroni aBolonya
- Fabbriceria della Cattedrale di Parma
- Fabbriceria della Sagrestia della cattedrale di Todi
- Fabbriceria parrocchiale de Carpenedolo
- Opera del Duomo di Prato
- Opera del Duomo di Orvieto
- Opera della Metropolitana, gestionària del complex de la catedral de Siena
- Opera della Primaziale Pisana, gestionària del complex de la Piazza dei Miracoli da Pisa
- Opera delle Chiese Cattedrali e Monumentali di Arezzo
- Opera di Santa Croce, gestionària del complex de la Basilique Santa Croce de Florència
- Opera di Santa Maria del Fiore de Florència
- Opera Laicale della Cattedrale de Chiusi
- Procuratoria de la basílica de Sant Marc de Venècia
- Veneranda fabbrica del Duomo di Milano, gestionària de la catedral de Milà